# Convention franco-britannique de 1898

Carte de l'Afrique d'après la convention franco-anglaise de 1898

La convention franco-anglaise de 1898, de son nom complet la Convention entre la Grande-Bretagne et la France pour la délimitation de leurs possessions respectives à l'ouest du Niger, et de leurs possessions et sphères d'influence respectives à l'est de ce fleuve, également connue sous le nom de la Convention du Niger, était un accord entre la Grande-Bretagne et la France qui a conclu la partition de l'Afrique de l'Ouest entre les puissances coloniales en fixant enfin les frontières dans les zones contestées du nord du Nigéria. Il a été signé à Paris le 14 juin 1898, les ratifications ont été échangées le 13 juin 1899.
L'article IV de cette convention a été complété par une déclaration signée à Londres le 21 mars 1899 qui, après l'incident de Fachoda, a délimité les sphères d'influence dans le nord de l'Afrique centrale et au Soudan.